# Vriesea gladioliflora
Vriesea gladioliflora là một loài thực vật có hoa trong họ Bromeliaceae. Loài này được (H.Wendl.) Antoine miêu tả khoa học đầu tiên năm 1880.